# Цадик
Цадик (хебр. צדיק; правденик) назив је у јудаизму, посебно у хасидском јудаизму, који означава благословљеног човека. Цадик је био духовни вођа хасидских Јевреја.
На почетку цадик није имао значања у верској хиерархији. Цадик је могао да буде и обичан човек, али са добрим знањем Торе. Цадики су били веома вешти у верској реторици. Цадик у хасидизму није подлегао критикама раје, јер је био под покровитељством Бога. Цадик је био посредник између јеврејске раје до Бога. За разлику од рабина, цадик је народу говорио просте и разумљиве приче као проповедник. Помогао је простој раји и насељу у коме је живео, зато су га волели за духовну вођу — био је талисман хасидских Јевреја, који је бранио Јевреје чак и од Божије казне (Берешит 18:28).
Касније су цадикама почели да приписују велике психичке способности, посебан дар исцељења и посебну моћ молитве (цадик Бешт).
У кабали цадик представља претпоследњу од десет сефирота (Божије творевине).

## 36 цадика
По старој јеврејској традицији, према Талмуду, где пише да Свет подржава 36 цадика (Сангедрин, 976; Сука, 456), који су људи који раде свету само добро. При томе себе не раскривају као цадиком и морају бити тајни. Видљиви су само у ситуацијама када Јеврејима прети опасност, након чега се опет врате у анонимост. Једном од цадика, чија ће генерација то заслужити, постаће Месија. За Бал Шем Това говоре да је познавао свих 36 цадика, које је финансијски подржавао. За Гаона из Виљнуса говоре да је познавао ламед-вавника, који се звао Лејб и радио у дестилерији. Гаон му је слао писмо да га прати до Свете земље, али је Лејб писмо бацио у пећ, вероватно зато што је знао да Гаон никада неће доћи у Свету земљу.
На хебрејском број 36 излази из ламед (30) и вав (6). И данас се изванредном човеку каже ламед-вавник.
- 9. сефирот у кабали